# Anartodes dovrensis
Anartodes dovrensis là một loài bướm đêm trong họ Noctuidae.